# Stanisław Zieliński (kapitan)
Stanisław Zieliński (ur. 12 listopada?/24 listopada 1895 w Teofipolu, zm. 8 kwietnia 1941 w Równem) – kapitan piechoty Wojska Polskiego i komisarz Policji Państwowej, kawaler Orderu Virtuti Militari.

## Kariera wojskowa
Był synem Aleksandra i Karoliny z Michalskich. Do szkół uczęszczał w rodzinnym Teofipolu i Starokonstantynowie.
15 maja 1915 roku został wcielony do Armii Imperium Rosyjskiego i przydzielony do batalionu zapasowego 138 Bołchowskiego pułku piechoty w Riazaniu, w którym ukończył szkołę podoficerską. W sierpniu 1916 roku został przeniesiony do 7 Specjalnego pułku piechoty pod dowództwem płk. Aleksandra Moczulskiego, który wchodził w skład 4 Specjalnej Brygady Piechoty Korpusu Ekspedycyjnego. Razem z pułkiem wyjechał do Francji, a później na Bałkany. Tam jego oddział został włączony w skład Frontu Salonickiego. W czasie walk w Macedonii został ranny i awansowany do stopnia kaprala.
10 października 1917 roku został przyjęty do Armii Polskiej we Francji i przydzielony do 1 pułku strzelców polskich w charakterze instruktora. Po zakończeniu formowania jednostki został przeniesiony do 2 pułku strzelców polskich, również w charakterze instruktora. W 1917 roku, w składzie tego oddziału, walczył na froncie w Wogezach. 24 stycznia 1918 roku został awansowany na sierżanta, a 24 lipca tego roku na starszego sierżanta.
Wiosną 1919 roku razem z Błękitną Armią powrócił do Polski. 1 września 1919 roku jego jednostka została przemianowana na 44 pułk Strzelców Kresowych. W czasie wojny z Ukraińcami i bolszewikami dowodził plutonem w 6 kompanii strzeleckiej i awansował do stopnia chorążego. 28 listopada 1920 roku, po zawieszeniu broni na froncie polsko-bolszewickim, został skierowany na kurs gospodarczy przy Intendenturze Dowództwa Okręgu Generalnego „Lwów”. 4 lutego 1921 roku ukończył kurs z „wynikiem pomyślnym” i następnego dnia został przydzielony do dowództwa taborów 13 Dywizji Piechoty, na stanowisko oficera gospodarczego (kasowego) w kompanii gospodarczej. 4 września 1921 roku powrócił do macierzystego pułku na stanowisko oficera taborowego w drużynie dowódcy pułku, a później oficera młodszego (dowódcy plutonu) 5 kompanii strzeleckiej. Powrót do 44 pułku Strzelców Kresowych związany był z likwidacją dowództwa taborów 13 DP, w ramach przejścia wojska na organizację pokojową i demobilizacją. W okresie od 15 lipca do 17 grudnia 1922 roku był słuchaczem kursu przeszkolenia w Centralnej Szkole Podoficerów Piechoty Nr 1 w Chełmnie. Kurs ukończył z wynikiem dobrym i 124. lokatą na 435 słuchaczy.
27 września 1922 roku Naczelny Wódz, Pierwszy Marszałek Polski Józef Piłsudski, w uznaniu czynów nadzwyczajnego męstwa na polu walki z najeźdźca bolszewickim, zaliczył go w poczet Kawalerów Orderu Wojskowego Virtuti Militari i nadał mu Krzyż Srebrny.
W 1926 roku uzupełnił wykształcenie w Państwowym Gimnazjum im. Marii Konopnickiej w Ostrogu. 15 lipca 1927 roku Prezydent RP Ignacy Mościcki mianował go podporucznikiem ze starszeństwem z dniem 1 lipca 1927 roku i 1. lokatą w korpusie oficerów piechoty, a Minister Spraw Wojskowych przydzielił do 66 pułku piechoty, w garnizonie Chełmno, na stanowisko dowódcy plutonu w kompanii szkolnej. 10 września 1927 roku został przeniesiony do 23 pułku piechoty we Włodzimierzu na stanowisku dowódcy plutonu, a później dowódcy 3 kompanii karabinów maszynowych. 15 sierpnia 1929 roku został mianowany porucznikiem ze starszeństwem z dniem 1 lipca 1929 roku i 1. lokatą w korpusie oficerów piechoty. W okresie od 22 września do 6 grudnia 1930 roku, ukończył kurs w Centralnej Szkole Strzelniczej w Toruniu. Po ukończeniu kursu powrócił do 23 pp i objął dowództwo 2 kompanii karabinów maszynowych. 30 marca 1931 roku został przeniesiony do 45 pułku piechoty Strzelców Kresowych w Równem i wyznaczony na stanowisko młodszego oficera (dowódcy plutonu) w 2 kompanii ciężkich karabinów maszynowych, a później dowódcy 5 kompanii strzeleckiej, oficera żywnościowego pułku i zastępcy oficera mobilizacyjnego. 4 listopada 1935 roku został skierowany na 6 miesięczną praktykę w Policji Państwowej. Z dniem 30 kwietnia 1936 został zwolniony z czynnej służby wojskowej i przeniesiony do rezerwy.
23 kwietnia 1936 został mianowany z dniem 1 maja 1936 komisarzem i kierownikiem Komisariatu I w Równem. Mieszkał z rodziną we własnej willi w dzielnicy Grabnik przy ul. Kościuszki 13.
Żonaty z Julią Doleżanówną, z którą miał dwóch synów: Juliana Janusza (ur. 6 sierpnia 1925 roku) i Tadeusza Bogdana (ur. 4 czerwca 1927 roku).
W okresie od 2 sierpnia 1937 roku do 5 maja 1938 roku mieszkał wraz z rodziną w Gdyni, gdzie pełnił służbę w tamtejszej jednostce Policji Państwowej.
Dnia 14 lipca 1939 roku został mianowany na stopień rotmistrza rezerwy Wojska Polskiego.

## Epilog
Po siedemdziesięciu latach, 16 czerwca 2011 roku, Tadeusz Zieliński został powiadomiony przez pracownika „Indeksu Represjonowanych” o czasie, miejscu i okolicznościach śmierci swojego ojca. Z pozyskanych za pośrednictwem Stowarzyszenia Memoriał w Moskwie dokumentów z archiwów rosyjskich wynika, że Stanisław Zieliński w dniu 28 grudnia 1940 roku został skazany przez Równieński Sąd Obwodowy na karę śmierci przez rozstrzelanie. Wyrok został wydany na podstawie art. 54 § 13 kodeksu karnego Ukraińskiej SRR (aktywna działalność kontrrewolucyjna za caratu lub na rzecz rządów kontrrewolucyjnych w okresie wojny domowej) i wykonany w dniu 8 kwietnia 1941 roku w Równem.
Z dokumentu w języku rosyjskim „Spis mieszkańców obwodu równieńskiego narodowości polskiej represjonowanych w latach 1939–1941” pochodzącego z Biura Udostępniania i Archiwizacji Dokumentów Instytutu Pamięci Narodowej wynika, że Stanisław Zieliński został oskarżony, a następnie skazany za to, że „od 1936 roku do dnia wkroczenia Armii Czerwonej pełnił funkcję powiatowego komisarza policji, od 1919 do 1935 roku służył w byłej polskiej armii, brał udział w walkach przeciwko Armii Czerwonej”.
9 czerwca 1994 roku postanowieniem Prokuratury Obwodu Równieńskiego Stanisław Zieliński został zrehabilitowany.
Syn Stanisława Zielińskiego, Tadeusz Bohdan Zieliński, w 2011 roku wystąpił do Ministra Obrony Narodowej Polski w Warszawie o mianowanie swego ojca awansem pośmiertnym na wyższy stopień oficerski i decyzją nr 2854/Kadr z dnia 27 grudnia 2012 roku kpt. Stanisław Zieliński mianowany został na stopień majora.
6 maja 2013 roku przy okazji przyjęcia zorganizowanego w ambasadzie w Paryżu z okazji Święta Narodowego Trzeciego Maja, Stanisław Zieliński został pośmiertnie mianowany na stopień majora.

## Ordery i odznaczenia
- Krzyż Srebrny Orderu Wojskowego Virtuti Militari nr 5705 – 27 września 1922[2]
- Krzyż Walecznych – dwukrotnie[17]
- Medal Niepodległości – 31 maja 1932 „za pracę w dziele odzyskania niepodległości”[18][19]
- Medal Pamiątkowy za Wojnę 1918–1921
- Medal Dziesięciolecia Odzyskanej Niepodległości
- Medal międzysojuszniczy „Médaille Interalliée” – 1921[20]
- Medal Pamiątkowy Wielkiej Wojny – 1921[20]